# Cocathédrale Saint-Mari de Forcalquier
L’église Saint-Mari de Forcalquier (parfois Saint-Mary) fut concathédrale du diocèse de Sisteron du XIe au XVe siècle.
Elle existait déjà vers 950, sous le nom d’église Sainte-Marie-et-Saint-Thyrse. La ville de Forcalquier étant mieux fortifiée que Sisteron, l’évêque Arnoux y fait transporter les reliques de saint Mari (ou Marius ou encore Mary), devant le danger des razzias des sarrasins. L’église change alors de nom, et accueille un chapitre au début du XIe siècle.
Elle est fréquemment, mais de façon erronée, appelée Sainte-Marie (au féminin et avec des orthographes variables de Marie). C'est une erreur, due à plusieurs causes :
- sainte Marie, mère de Jésus-Christ, est beaucoup plus connue que saint Marius, saint local ;
- le vocable initial de l'église fut justement Sainte-Marie ;
- tout au long de la période allant du XIe siècle au XIVe siècle, elle voisine avec une église Sainte-Marie (actuelle Notre-Dame du Bourguet) ;
- enfin, quand l'église Saint-Mari fut bombardée en 1481, c'est Notre-Dame-du-Bourguet qui hérita de ses fonctions et dignités.

L’évêque Géraud l’élève au rang de concathédrale, ne pouvant pénétrer dans sa cité de Sisteron, dans la deuxième moitié du XIe siècle. Elle est alors agrandie. Une reconstruction complète a lieu au XIIIe siècle, et s’achève en 1296. La consécration intervient en 1408.
En 1414, devant la baisse des revenus de l'Église (due à la baisse de population) et la disparition des fidèles, décimés par les guerres, la famine et les épidémies, toutes les paroisses de Forcalquier sont réunies à Saint-Mary. La construction d'un clocher est prévue en 1480. Bombardée en 1481 au moment du siège de Forcalquier, elle se retrouve en mauvais état et abandonnée par les fidèles. Le conseil municipal et le chapitre décident de transférer la paroisse, le vocable, le titre de concathédrale et les reliques à Notre-Dame-du-Bourguet en 1486,, tout en maintenant une messe les jours de fête à Saint-Mary. Mais les dégâts s'aggravèrent, malgré quelques travaux financés par des legs ou par le conseil municipal. La voûte s'effondre au XVIe siècle, et elle est complètement démantelée en même temps que le château en 1596. Le terrain est vendu et planté en oliveraie, y compris le cimetière, ce qui provoque un scandale. Finalement, le cimetière est restauré
Il subsiste encore d’imposants pans de murs.